# 64. Armee (Rote Armee)
Die 64. Armee (russisch 64-я армия) war ein militärischer Großverband der Roten Armee, der während des Zweiten Weltkriegs 1942/1943 an der südlichen Ostfront, insbesondere bei der Schlacht um Stalingrad eingesetzt wurde.

## Geschichte
Die sowjetische 1. Reservearmee (aus dem Stab der 24. Armee gebildet) wurde auf Grundlage der Stawka-Direktive Nr. 994103 am 10. Juli 1942 in 64. Armee umbenannt.
- Die 64. Armee umfasste bei der Aufstellung die 18., 29., 112., 131., 214. und 229. Schützendivision, die 66. und 154. Marine-Schützenbrigade, die 137. und 40. Panzerbrigade, vier Artillerie- und zwei Panzerabwehr Artillerieregimenter und 4 Kadetten-Regimenter von Militärschulen.

Am 12. Juli 1942 wurde die 64. Armee auf Befehl des Oberkommandos in die neu geschaffene Stalingrader Front aufgenommen. Die Front hatte die Aufgabe, die Verteidigung entlang des linken Don-Ufers zwischen Pawlowsk bis Kletskaja und weiter entlang der Linie Surowikino – Rytschkowo – Werchne-Kurmojarskaja aufzubauen, wo hartnäckige Kämpfe mit den Vorhuten der deutschen 6. Armee folgten. Am Abend des 19. Juli standen die Armeetruppen an der Linie Werchne-Osinowski – Sysojkin – Pristenowski und weiter am Ostufer des Don in Verteidigung, die Vorhuten versuchten, am Fluss Zimla zu halten. Anfang August wurde die Armee im Zusammenhang mit der Gefahr eines Durchbruchs der deutschen 4. Panzerarmee, die Stalingrad aus dem Südwesten forcierte in den äußeren Verteidigungskreis der Stadt zurückgezogen. Die Verteidigungsfront verlief überwiegend durch offenes Steppengebiet auf 120 Kilometern Breite, eine Division hatte dabei im Durchschnitt mehr 19 Kilometer zu halten. Am gefährlichsten war der Abschnitt am rechten Flügel von Surowikino bei Nischne-Tschirskaja bedroht, weshalb hier zwei Schützendivisionen, eine Panzer- und Schützenbrigade, zwei Artillerie- und zwei Panzerabwehr-Regimenter konzentriert wurden. Der linke nach Werchne-Kurmojarskaja reichende Flügel der Armee war durch den Don gedeckt, die wenigen Übergänge konnten von unbedeutenden Kräften leicht verteidigt werden. Weil die deutschen Truppen bereits Anfang der zweiten Julihälfte den Don in der Nähe des Dorfes Zimljanskaja überquert hatten, konnte die Gefahr an der linken Flanke nicht mehr ignoriert werden. Hier wurden eine Marinebrigade, zwei Bataillone einer Panzerbrigade und vier Kadettenregimenter versammelt. 

### Einsatz bei Kalatsch
Am 17. Juli begannen am Tschir-Abschnitt bei der 62. Armee schwere Kämpfe, wo die sowjetischen Kräfte bis zum 23. Juli an der großen Kurve des Don standhalten konnten. Die Formationen der rechten Flanke der 64. Armee besetzten ihre Verteidigungszonen erst am Abend und begannen die Stellungen auszubauen. Die 121. Panzerbrigade griff am folgenden Tag mit 36 Panzer und mit Unterstützung der 66. Marinebrigade die deutsche Vorhut im Raum Zimljanskaja an. Wegen der Gefahr des deutschen Durchbruchs beim Dorf Nischne-Tshirskaja musste die 66. Marinebrigade jedoch vorzeitig aus Zimljanskaja zurückgezogen werden.
Das deutsche Oberkommando versuchte, die benachbarte 62. Armee zu umfassen, indem ihre Panzerformationen in die Don-Kurve auf Kalatsch zielten. Die Aufgabe der 64. Armee in dieser Kampfsituation bestand darin, die Naht zur rechten Flügelarmee unter allen Umständen zu decken.
Am 25. Juli begannen im Sektor der 229. Schützendivision infolge der Kesselschlacht bei Kalatsch schwere Kämpfe. Im daraus resultierenden Durchbruch des LI. Armeekorps (General von Seydlitz-Kurzbach) versuchten die Truppen zu verhindern, dass deutsche Kräfte die Don-Übergänge bei Werchne-Tschirskaja und Nischne-Tschirskaja in die Hand bekommen und das Ostufer erreichen könnten. 
Armeegliederung am 25. Juli 1942
- 18. Schützendivision, Oberst Iwan Fedotowitsch Seregin
- 29. Schützendivision, Oberst Anatoli Iwanowitsch Kolobutin
- 112. Schützendivision, Oberst Iwan Petrowitsch Sologub
- 131. Schützendivision, Oberst Michail Alexandrowitsch Pesotschin
- 214. Schützendivision, Generalmajor Nikolai Iwanowitsch Birjukow
- 229. Schützendivision, Oberst Fjodor Fjodorowitsch Saschin
- 205. Schützendivision, Generalmajor Iwan Alexejewitsch Makarenko
- 66. Marine-Schützenbrigade
- 154. Marine-Schützenbrigade

Am Morgen des 27. Juli erhielten die 214. Schützendivision und die 154. Marine-Schützenbrigade Befehl, sich vom Fluss Solonaja zurückzuziehen und dann das Westufer zwischen Tschir und Don zu verteidigten. Der deutschen 6. Armee gelang es derweil die Verteidigungsfront der 62. Armee zu durchbrechen und bei Werchne-Businowskaja zu konzentrieren. Die ganze Stabilität des mittleren Sektors der Stalingrader Front drohte mit der Einkesselung der 62. Armee einzustürzen. Die 64. Armee wurde beauftragt, den deutschen Durchbruch am Westufer des Tschirs zu lokalisieren und durch Gegenstöße der 112. Schützendivision zu verhindern, dass der Gegner das Ostufer erreichen könnte. Der Divisionskommandeur Oberst I. P. Sologub setzte seinen Schwerpunkt jedoch falsch und gab den deutschen Verbänden damit die Möglichkeit, das Westufer des Don in der Nähe des Dorfes Werchne-Tschirskaja zu erreichen. Obwohl das Hauptquartier der Armee, nachdem es von der falschen Entscheidung des Divisionskommandanten erfahren hatte, einen Befehl zur Korrektur des Fehlers erteilte, ging Zeit verloren. Es folgten hartnäckige Kämpfe, besonders starker deutscher Druck lastete auf die 214. Schützendivision und die 154. Marine-Schützenbrigade, welche die Einkreisung der 62. Armee zu verhindern suchten und die Don-Übergänge zu sichern hatten. Am 30. Juli wurden die deutschen Truppen vor der rechten Flanke der 64. Armee gestoppt, wobei das neu zugeführte 23. Panzerkorps (Generalmajor A. M. Chasin) und zwei Schützendivisionen zum Gegenangriff übergingen. Das 13. Panzerkorps (Generalmajor T. I. Tanaschischin) drang gleichzeitig zu den eingekreisten Truppen vor und sicherte mit Unterstützung der 1. Panzerarmee die Verbindung zu den Hauptstreitkräften der 62. Armee. Am 1. August brach derweil am linken Armeeflügel die deutsche 4. Panzerarmee in den Ort Zimljanskaja ein und erreichte das Gebiet von Dubowskoje. Um die linke Flanke der 64. Armee zu decken, erhielt die 154. Marine-Schützenbrigade, die bei Generalowski konzentriert war, in der Nacht zum 2. August den Befehl, auf die Dörfer-Linie Nischne-Jablochni – Werchne-Jablochni vorzurücken, um nach Südwesten eine neue Verteidigungsfront aufzubauen.
Die sowjetische 51. Armee (Generalleutnant N. I. Trufanow) näherte sich am 2. August der Stadt Kotelnikowo, wo die 208. Schützendivision entladen wurde. Gegen Mittag stürmten Panzer des deutschen XXXXVIII. Panzerkorps die unzureichend verteidigte Stadt.
Die Krise am linken Flügel zwang General Tschuikow am Abend des 2. August dazu, eine separate Einsatzgruppe zu bilden um die bedrängte 51. Armee zu stützen. Die 29. Schützendivision musste ihre Verteidigungszone am Liska-Abschnitt der 214. Schützendivision übergeben und sich am Aksai-Abschnitt bei Generalowski zu konzentrieren. Die 208. Schützendivision, die in den Kämpfen um Kotelnikowo geschlagen worden war, konnte keinen ernsthaften Widerstand mehr leisten. Die 138. und 157. Schützendivision der 51. Armee waren ebenfalls zu schwach, deren Überreste mussten sich zum Aksai zurück kämpfen. Die Reste der 208. Schützendivision zogen sich mit Erlaubnis des Gruppenkommandanten in der Nacht des 4. August auf die Bahnstation Chilekowo zurück.
Am 4. August übernahm Generalmajor M. S. Schumilow anstelle von Tschuikow das Kommando der 64. Armee. Das rumänische 6. Korps (General Dragalina), das sich rechts des deutschen IV. Armeekorps (Gruppe Schwedler) der Linie Pochlebin-Kotelnikowo näherte, warfen die 138. und 157. Schützendivision aus dem Raum Werchne-Kurmojarskaja nach Norden zurück. Die intakte 154. Marine-Schützenbrigade musste sich jetzt ebenfalls in den Raum 10 Kilometer südlich von Generalowski zurückziehen. 
- Am Abend des 4. August bestand die linke Einsatzgruppe der 64. Armee aus der 29., 138., 157. und 208. Schützendivision, der 154. Marine-, der 6. Panzerbrigade sowie zwei Raketen-Artillerieregimentern.

### Kämpfe südlich von Stalingrad
Ab dem 7. August trat die 64. Armee in die Südostfront (ab 28. September zweite Formation der Stalingrader Front) ein. Der deutschen 4. Panzerarmee gelang es nochmals durchzubrechen und das Gebiet Abganerowo-Tinguta zu erreichen. Nach dem deutschen Durchbruch an der Bahnstation bei Schutowo über den Aksai wurde beschlossen, die Truppen am Nordufer abzuziehen und die Verteidigung an der Linie Gorodskoy-Romaschkin zu führen. Für die folgenden Gegenangriffe an der linken Flanke war die noch kampfkräftige 29. Schützendivision verfügbar. Die deutsche Offensive über Kotelnikowo bedrohte nicht nur die äußerste linke Flanke der 64. Armee, sondern auch das gesamte Hinterland. Zur Verstärkung des linken Flügels stellte das Frontkommando ein zusätzliches Panzerkorps, zwei Schützendivisionen und mehrere Artillerieeinheiten zur Verfügung. Dies ermöglichte es, die linke Flanke der Armee deutlich zu stärken.
M. S. Schumilow beschloss die 204. Schützendivision und einen Teil der Kadettenregimenter von der rechten Flanke umzugruppieren und übertrug diese Kräfte auf den anderen Flügel, um hier einen plötzlichen Gegenschlag zu führen. Die Kadetten-Regimenter nahmen ihre alten Positionen beim Dorf Zeta ein, die 204. Schützendivision (Oberst A. W. Skworzow) und die 254. Panzerbrigade konzentrierte an der Jurkin Kolchose. Die 38. Schützendivision (Oberst G. B. Safiulin) hatte in der Mitte der Abwehrstellung zu verhindern, dass die deutschen Truppen nach Stalingrad durchbrechen konnten. Am 10. August wurden die deutschen Kräfte über den Fluss Aksai-Jesaulowsky zurückgetrieben. Nachdem die deutschen Truppen die Verteidigung der Südostfront an der Naht der 62. und 64. Armee wieder durchbrochen hatten und in die Region Kuporosnoje verfolgten, verteidigten die Hauptstreitkräfte das Gebiet südlich und südwestlich von Stalingrad im Raum Abganerowo. Am 7. September 1942 mussten die Verbände des deutschen XXXXVIII. Panzerkorps (14. Pz.Div., 24. Pz.Div. und 29. Inf.Div. (mot.)) im Raum Woroponowo und Pestschanka umgruppiert werden, die 14. Panzer-Division konnte am 12. September noch in die Stellungen der Roten Armee bei Elschanka und Kuporosnoje eindringen. Die 64. Armee in die südliche Verteidigungsumgehung von Stalingrad umgruppiert und verschanzte sich auf der Linie von Krasnoarmeisk-Beketowka, wo sie bis zum 12. September halten konnte.
Als die sowjetischen Truppen Mitte November die Operation Uranus begannen, rückte die 64. Armee (36. Garde-Division, 29., 38., 126., 157., 204., 208., 214., 229. Schützen- und 7. Kavallerie-Division) als Teil der Hauptstoßgruppe der Stalingrader Front in Richtung auf Sowjetzki und Kalatsch vor, wodurch die deutsche 6. Armee im Kessel von Stalingrad eingeschlossen wurde. Ab 23. November erreichten die Armeetruppen den Fluss Tscherwljonaja und kämpfte anschließend an der südlichen Einschließungsfront von Stalingrad. 
Ab dem 1. Januar 1943 war die 64. Armee Teil der Donfront (Generaloberst K. K. Rokossowski), nach dem Ende der Schlacht von Stalingrad gehörte die Armee ab dem 6. Februar 1943 zur Gruppe der Streitkräfte des Generalleutnant K. P. Trubnikow (ab 27. Februar – Gruppe der Streitkräfte von Stalingrad), die sich in der Reserve des Obersten Kommandozentrums befanden. Am 1. März wurde die 64. Armee zur Woronesch-Front in den Raum Belgorod verlegt. Am 16. April 1943 wurde die 64. Armee nach Richtlinie der Stawka aufgelöst und das Oberkommando am 1. Mai zur Bildung der 7. Gardearmee verwendet.

## Führung
Oberbefehlshaber
- Generalleutnant Wassili Iwanowitsch Tschuikow (10. Juli – 4. August 1942).
- Generalleutnant Michail Stepanowitsch Schumilow (4. August 1942 – 16. April 1943)

Mitglied des Kriegsrats
- Brigadekommissar/Oberst Sinowi Timofejewitsch Serdjuk (22. Juli 1942 – 16. April 1943)

Stabschefs
- Oberst Nikolai Mironowitsch Nowikow (10. Juli – August 1942)
- Oberst Archip Iwanowitsch Tolstow (August – 7. September 1942)
- Generalmajor Iwan Andrejewitsch Laskin (7. September 1942 – 16. April 1943)